# Antonio Girão Barroso
Pour les articles homonymes, voir Barroso.
Vous pouvez aider à l'améliorer ou bien discuter des problèmes sur sa page de discussion.
- Le fond est à vérifier. Si vous venez d’apposer le bandeau, merci d’indiquer ici les points à vérifier. (Marqué depuis mars 2015)

Vous pouvez aider à l'améliorer ou bien discuter des problèmes sur sa page de discussion.
- Cet article biographique nécessite des références supplémentaires pour assurer sa vérifiabilité. (Marqué depuis mai 2013)
- La traduction est incomplète. (Marqué depuis mars 2016)

- Archive Wikiwix
- Bing
- Cairn
- DuckDuckGo
- E. Universalis
- Gallica
- Google
- G. Books
- G. News
- G. Scholar
- Persée
- Qwant
- (zh) Baidu
- (ru) Yandex
- (wd) trouver des œuvres sur Wikidata

Antonio Girão Barroso (1914-1990) est un écrivain brésilien né dans l'État du Ceará. Il est également journaliste et professeur à l'Université fédérale du Ceará.
Ses poèmes, dans le style du mouvement moderniste au Brésil des années 1940-50, sont inspirés en partie de la poésie française, de Rimbaud à Mallarmé, d'Apollinaire à Eluard, avec une touche de l'âme de son pays métissé et dans lesquels la mélancolie et la nostalgie se présentent d'une façon très personnelle et créative.

## Carrière
Girão a obtenu sa notoriété dans les milieux intellectuels du Brésil en fondant la revue et groupe CLÃ en 1946, avec la participation de plusieurs nouveaux écrivains de la ville de Fortaleza, qui étaient à la recherche d'un renouveau dans les activités culturelles de l'époque, s'attachant principalement aux modernistes du sud et à la toute nouvelle poésie concrète.
Inventif et ayant le sens de l'humour, il a aussi créé le journal JOSÉ, consacré à l'art et à la littérature, dans les années 1970 à Fortaleza, où il a vécu presque toute sa vie. En tant que journaliste, Girão Barroso a travaillé dans plusieurs journaux locaux et nationaux, entre autres comme correspondant du journal O Estado de S. Paulo.
Contemporain des plus importants poètes et écrivains du Brésil liés au Modernisme, des années 1940 à 60, il correspondait souvent avec Carlos Drummond de Andrade, Mário de Andrade et Oswald de Andrade, Manuel Bandeira, Paulo Mendes Campos et Vinícius de Moraes.
Professeur aux facultés de Droit et d’Économie de l'UFC, il a été aussi membre de l'Academia Cearense de Letras (Académie de Lettres du Ceará) et président du Syndicat des Journalistes du Ceará.

## Publications
- Alguns Poemas (1938)
- Os Hóspedes (avec Otacilio Colares, Aluizio Medeiros et Artur Eduardo Benevides, 1946)
- Novos Poemas (1950)
- 30 Poemas para Ajudar (avec Claudio Martins et Otacilio Colares, 1968)
- Dois Tempos (avec Inacio de Almeida, 1981)
- Poesias Incompletas (1994, œuvre posthume)